# O Mistério da Estrada de Sintra (filme)
O Mistério da Estrada de Sintra é um filme português realizado em 2007 por Jorge Paixão da Costa. O filme é uma adaptação do romance de mesmo nome escrito por Eça de Queirós e Ramalho Ortigão. A estreia em Portugal foi a 3 de Maio de 2007.

## Elenco
- Ivo Canelas - Eça de Queirós
- António Pedro Cerdeira - Ramalho Ortigão
- Bruna Di Tullio - Condessa Luísa Valadas
- Nicolau Breyner - Eduardo Coelho
- Rogério Samora - Conde Jorge Valadas
- Gisele Itié - Carmen Puebla

## Prémios e indicações

### Prémios
Globo de Ouro
- Melhor Actor: Ivo Canelas (2008)